# Freinsheim
Freinsheim er en by i landkreis Bad Dürkheim i i den tyske delstat Rheinland-Pfalz beliggende cirka 15 km vest for Ludwigshafen.
Freinsheim administrationsby for Verbandsgemeinde ("forvaltningssamarbejdet") Freinsheim.

## Heraldik
| banner, våben og flag |  |
|                       |  |
|                       |  |